# المؤسسة العمومية للتلفزيون (الجزائر)
المؤسسة العمومية للتلفزيون سابقاً المؤسسة الوطنية للتلفزيون هي الشركة الوطنية التي تدير أنشطة التلفزيون العام في الجزائر، من الإنتاج إلى البث. تعتبر المؤسسة أقدم خدمة بث في البلاد. وهي تدير حاليا شبكة تلفزيونية واحدة، التلفزيون الجزائري، بالإضافة إلى ثماني قنوات تلفزيونية وطنية، وهي كنال ألجيري، والجزائرية الإخبارية، وقناة الأمازيغية وقناة القرآن الكريم، الجزائرية السادسة، والمعرفة وقناة الذاكرة والبرلمانية.
أنشأت في عام 1956 إبان الفترة الاستعمارية الفرنسية في الجزائر، ويترأسها رجل الأعمال الجزائري توفيق خلادي، مقرها الرئيسي حالياً في المرادية بالجزائر العاصمة. تضمن المؤسسة التغطية عبر كل الجزائر وهذا بهدف الوصول بأهدافها الاجتماعية والثقافية إلى كل شرائح الجزائر. تُدار المؤسسة حالياً من قبل 16 مديرية.
تعتبر المؤسسة عضوا نشطا في اتحاد إذاعات الدول العربية، واتحاد البث الأوروبي وهي أيضا مساهمة في قناة يورونيوز بنسبة 0.15 بالمئة.

## تاريخ

### 1956–1962:RTFTélévision Alger (أر تي أفتلفزيون الجزائر)

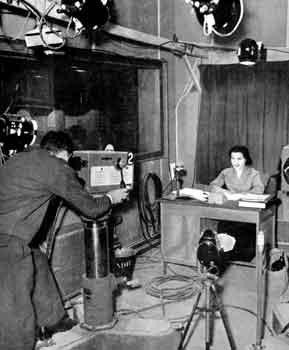
تقديم نشرة الأخبار باللغة العربية

يعود تاريخ التلفزيون في الجزائر إلى ظهور الإذاعة والتلفزيون الفرنسي (RTF) في البلاد إبان الفترة الاستعمارية الفرنسية للجزائر.
في 24 ديسمبر 1956، أنشأت هيئة الإذاعة والتلفزيون الفرنسي أول جهاز بث تلفزيوني في الإدارات الفرنسية في الجزائر وفق خطوط 819 عالية التردد، التي اقتصر بثها فقط على المدن الكبرى للجزائر. والتي كانت موزعة على ثلاث مراكز هي: قسنطينة، الجزائر العاصمة ووهران.
كانت كل البرامج التي تعرض على ال أر تي أف -تلفزيون الجزائر (التلفزيون الجزائري حاليا)، ترتكز على قاعدة تقنية بدائية، تحوي في جزء كبير منها البرامج الفرنسية التي تركز على إيجابيات المستعمر الفرنسي للجزائر والتي تبرز مكانة فرنسا وفي الوقت ذاته تعمل على إبراز علاقات الهيمنة على المجتمع الجزائري التي من شأنها تشويه الصورة الحقيقية، النضال السياسي والرصيد الحضاري للجزائريين.

### 1962–1986: الإذاعة والتلفزيون الجزائري (RTA)
بعد إعلان الجزائر الاستقلال من فرنسا في 5 يوليو 1962، اتخذت الدولة التدابير اللازمة من اجل استرجاع مبنى الإذاعة والتلفزيون، ليتحول المبنى من الإذاعة والتلفزيون الفرنسي إلى الإذاعة والتلفزيون الجزائري.
بقيت المؤسسة بعد استقلال الجزائر تحمل اسم الإذاعة والتلفزيون الفرنسي نظرا لبنود اتفاقية ايفيان التي نصت على بقاء المؤسسة تحت السيطرة الفرنسية، إلى غاية صدور المرسوم المؤرخ في الفاتح من أكتوبر 1962 تحت رقم 67-234 وبموجبه تحولت المؤسسة إلى الإذاعة والتلفزيون الجزائري.
في الفاتح من شهر أوت تم الإعلان رسميا عن إنشاء الإذاعة والتلفزيون الجزائري، التي تهدف إلى تحويل المشهد التقني للإتصالات في الجزائر بصورة واسعة. ولهذا ركزت الدولة على تجهيز هذا القطاع، فمن خلال المخطات الثلاثة التالية:
(الثلاثي 1967-1969)، (الرباعي الأول 1970-1973)، (الرباعي الثاني 1974-1977) بتخصيص أكثر من 310 مليون دينار جزائري لميزانية تجهيز الإذاعة والتلفزيون الجزائري، التي كانت ممتلكاتها تقدر في عام 1976 بحوالي 389 مليون دينار جزائري بما فيها ما خلفه الاستعمار، وفي عام 1982 ارتفعت إلى 560 مليون دينار جزائري.
ولقد أدى الاستثمار الذي جرى في العقدين (70-80) الذي يعد وقت قصير نسبيا، إلى توسيع وتحديث شبكات التلفزيون الوطنية بما في ذلك تغطية الأقمار الصناعية من جنوب البلاد، ومعدات مراكز الإنتاج في المعدات الحديثة، ومن ثم إدخال الألوان إلى شاشة التلفزيون.
في عام 1982، دخلت الإذاعة والتلفزيون الجزائري البث بدوام كامل في عالم الاتصالات، من خلال التجهيزات المستمرة والمشاركة في تجارب متقدمة كتقديم نشرات الأخبار وغيرها. بالإضافة إلى استخدام القمر الصناعي للمنطقة الأفريقية، وتبادل المعلومات والبرامج بين البلدان العربية والأوروبية، عن طريق تدريب أجيال جديدة من الفنيين المدربين على التكنولوجيات الجديدة.

### 1986–1991: المؤسسة الوطنية للتلفزيون (ENTV)

شعار المؤسسة الوطنية للإذاعة بعد انفصالها عن التلفزيون الجزائري

شعار المؤسسة الوطنية للبث الإذاعي والتلفزي بعد انفصالها عن التلفزيون الجزائري

بعد إعادة هيكلة الإذاعة والتلفزيون الجزائري ووفقا للمرسوم رقم 86-147 المؤرخ في 1 جويلية 1986 (أو في سنة 1987) تم تقسيم ال أر تي أ (RTA) إلى أربعة مؤسسات رئيسية وهي:
- المؤسسة الوطنية للتلفزيون.
- المؤسسة الوطنية للإذاعة.
- المؤسسة الوطنية للبث الإذاعي والتلفزي.
- المؤسسة الوطنية لإنتاج السمعي البصري.

لهذا فقد أصبحت المؤسسة الوطنية للتلفزيون تهتم بالإعلام والتثقيف والترفيه من خلال نشر جميع التقارير والبرامج المتعلقة بالحياة الوطنية،
على الصعيد الإقليمي والمحلي والدولي والقضايا والمشاكل من الأخبار الوطنية.
وفقا للمرسوم الوزاري الصادر في 24 جانفي 1987 تم تحديد النظام الداخلي والبناء الهيكلي للمؤسسة، لهذا فقد تم تقسيم هذه الأخيرة إلى 6 مديريات أساسية هي:
- مديرية الأخبار.
- مديرية الإنتاج.
- مديرية البرمجة.
- مديرية الخدمات التقنية والتجهيز.
- مديرية الإدارة العامة.
- مديرية العلاقات الخارجية.

بالإضافة إلى مركز الأرشيف، المديريات التجارية والمحطات الجهوية التي تتمثل في: محطة وهران، قسنطينة، ورقلة وبشار.

### منذ 1991: المؤسسة العمومية للتلفزيون (EPTV)

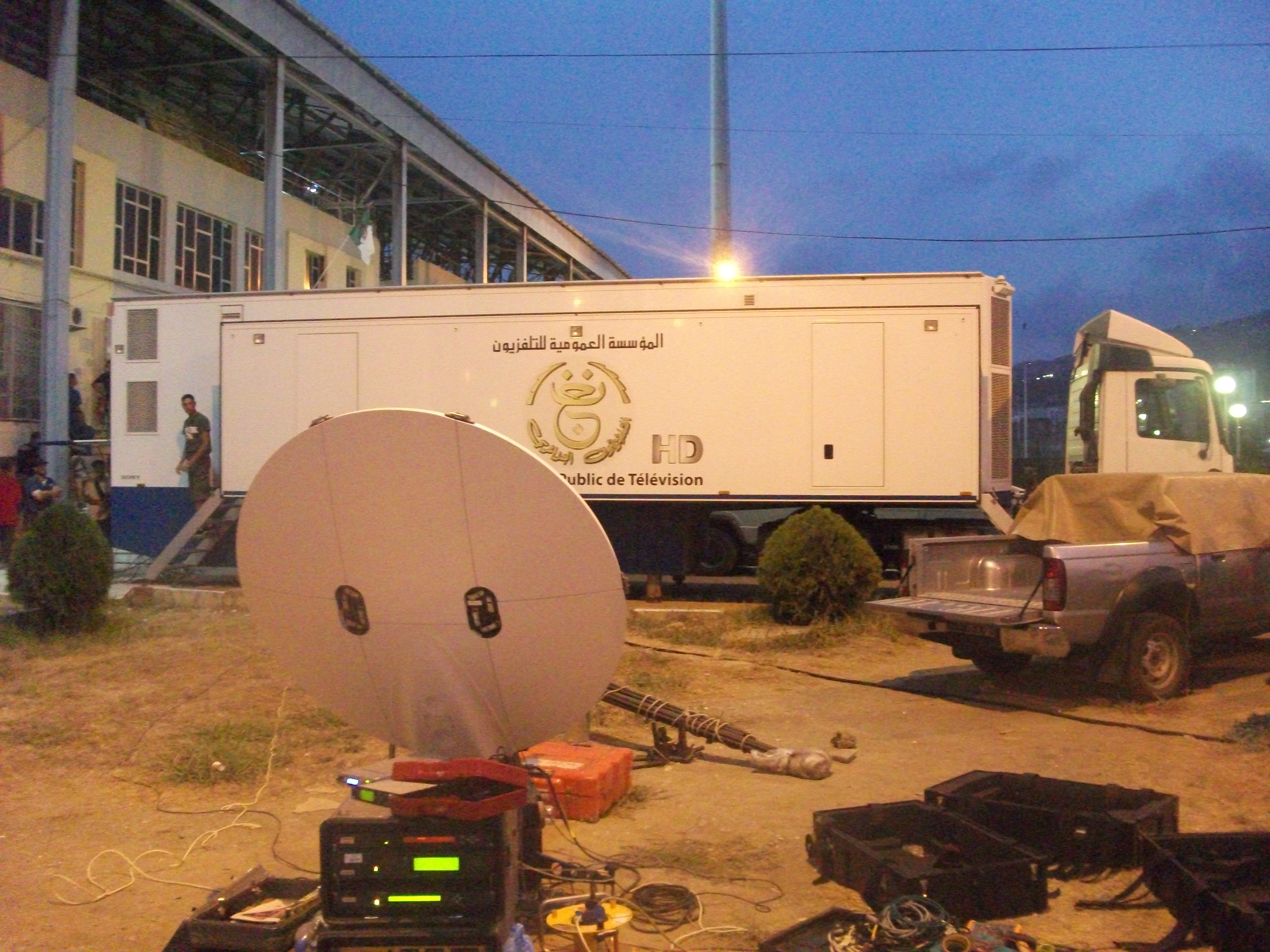
شاحنة البث المتنقل للمؤسسة العمومية للتلفزيون سنة 2013

شهدت المؤسسة منذ إنشائها عدة تطورات مهمة، لكن أبرزها كان في 24 أبريل 1991، بموجب القانون 91/100 الذي تم من خلاله تحويل المؤسسة الوطنية للتلفزيون إلى مؤسسة عمومية ذات طابع تجاري تدار من قبل مجلس إدارة وتخضع لمواصفات دفتر المهام الذي يحد واجباتها.
لهذا فقد أصبحت المؤسسة تهتم بالشفافية واحترام توجيهات المجلس الأعلى للإعلام والبيانات القادمة من وزارة الثقافة والاتصال، بالإضافة إلى تقديم البرامج المتعلقة بالأمور الوطنية كالأخبار، التربية والتوجيه. زيادة إلى بعض القوانين المتعلقة ببث الومضات الإشهارية. في 1992 انطلقت أولى النشرات الإخبارية باللغة الأمازيغية، بداية باللهجات الشاوية والقبائلية.
وفي عام 1994، أنشأت المؤسسة العمومية للتلفزيون ثاني قناة تلفزيونية جزائرية، تحت اسم (Algerian TV ثم تحول الاسم إلى Canal Algérie) تبث بواسطة الأقمار الصناعية إضافة إلى البث الأرضي. وهي قناة جزائية تبث برامجها باللغة الفرنسية، وتؤمن على أنها صلة ثقافية مع المجتمع الجزائري المقيم بداخل وخارج الوطن، وبشكل أكثر تحديدا في أوروبا. وهي تسعى أيضا إلى جذب الجمهور الأجنبي المعني بتطور الوضع في الجزائر خاصة في المجالين السياسي والاقتصادي.
في 2001 تم إنشاء قناة الجزائرية الثالثة، ثالث قناة للمؤسسة العمومية للتلفزيون التي تهدف في المقام الأول إلى إعطاء صورة حقيقية عن الجزائر في العالم العربي، إذ يتم بث القناة التلفزيونية الثالثة بواسطة الأقمار الصناعية والباقات العالمية الأخرى، مما يتيح إقامة علاقة دائمة بين الجالية الجزائرية في الخارج، ولا سيما في العالم العربي والبلد الأم.
ليتم بعدها في 2009 افتتاح رابع وخامس قنوات المؤسسة، قناة الأمازيغية المخصصة للأمازيغ الجزائريين، وقناة القرآن الكريم المخصصة لكل ما يتعلق بالقرآن ومعرفة الإسلام.
في 2020 قامت المؤسسة بتوسيع باقة قنواتها من خلال افتتاح كل من القناة السادسة الخاصة ببث برامج العائلة من مسلسلات وأفلام وبرامج متنوعة، والقناة السابعة الخاصة ببث البرامج التعليمية لمختلف الأطوار الدراسية. بالإضافة إلى تحويل الجزائرية الثالثة إلى قناة خاصة بالإخبار.

## قنوات المؤسسة العمومية للتلفزيون

### التلفزيون الجزائري - الأولى

شعار التلفزيون الجزائري

أول قناة للمؤسسة وهي قناة أرضية منوعة تغطي كامل قطر التراب الجزائري، أنشأت عام 1956 أثناء الفترة الاستعمارية الفرنسية في الجزائر. وهي من أهم القنوات التلفزيونية في الجزائر تقوم بإنتاج برامج ترفيهية ومنوعة بالإضافة إلى العديد من المسلسلات والأفلام الجزائرية. مقرها الرئيسي يوجد حاليا بالجزائر العاصمة وتحديدا ببلدية المرادية. منذ إنشاء القناة وهي تتبع التغطية عن طريق البث الأرضي إلى غاية سنة 2011 أين أصبحت أيضا تبث فضائيا على قمر نايلسات بتقنية التشفير.
يضمن التلفزيون الجزائري التغطية عبر كامل التراب الجزائري وهذا من أجل الوصول بأهدافه الاجتماعية والثقافية إلى كل شرائح الجزائر العميقة، إذ تتركز اهتمامات التلفزيون الجزائري كقناة عمومية على البرامج المتنوعة ذات البعد الوطني في الدرجة الأولى، وكذا المجتمع الدولي ومختلف قضاياه الراهنة، التي تحرص المؤسسة على تقدمها إلى الجمهور الجزائري بشفافية كاملة.
كما يعمل التلفزيون الجزائري على مواكبة التقنيـات الجديـدة وتكنولوجيات الإعلام والاتصال، من خلال توسيع حركية الرقمنة داخل المؤسسة والتركيز على العمل بأجهزة متطورة.

### Canal Algérie

شعار قناة كنال ألجيري

ثان قناة للمؤسسة وهي قناة فضائية منوعة ناطقة باللغة الفرنسية موجهة للجالية الجزائرية في أوروبا. انطلق البث الرسمي لها في سنة 1994.
تعتبر القناة رابط ثقافي مع الجالية الجزائرية بالخارج، وبشكل أكثر تحديدا في أوروبا. انشأت تحت اسم Algerian TV ثم تحول الاسم إلى Canal Algérie، وهي تسعى أيضا إلى جذب الجمهور الأجنبي المعني بتطور الوضع في الجزائر خاصة في المجالين السياسي والاقتصادي.

### الجزائرية الثالثة - الإخبارية
ثالث قناة للمؤسسة، افتتحت رسميا في 5 يوليو 2001. وهي ناطقة باللغة العربية، تبث بواسطة الأقمار الصناعية وموجهة إلى كافة الوطن العربي.وهي تهدف لربط كل الجالية الجزائرية بالخارج وخاصة في البدان العربية بموطنهم الأصلي.
تعتبر برامج القناة منوعة بين الأخبار، الأفلام، الرسوم المتحركة وغيرها، وهي مرتبطة بنفس برامج قناة التلفزيون الجزائري الأرضية، بالإضافة إلى برامج أخرى خاصة بالجزائرية الثالثة فقط.
في سنة 2007 قامت القناة بتغيير شعارها من رمز الرقم 3 إلى آخر يحمل صورة مقام الشهيد الذي يمثل الرمز التذكاري للحرب الجزائرية، مع الرقم 3. أما في سنة 2015 وبمناسبة الذكرى الثالثة والخمسين لاستعادة السيادة الوطنية على الإذاعة والتلفزيون في الجزائر، بدأت القناة ببث برامجها بجودة عالية الدقة.

### قناة الأمازيغية
القناة الرابعة، قناة الأمازيغية أو التلفزيون الجزائري 4 هي رابع قناة للمؤسسة وهي ناطقة باللغة الأمازيغية بمختلف لهجاتها. انطلق البث الرسمي لها في 18 مارس 2009. وهي عبارة عن قناة منوعة، تقوم ببث مختلف البرامج الإخبارية والبرامج التلفزيونية الأمازيغية بالإضافة إلى دبلجة الأفلام والمسلسلات والعروض المسرحية التي سبق بثها خلال السنوات الماضية باللهجة الجزائرية من خلال التلفزيون الجزائري إلى اللغة الأمازيغية.
انطلقت القناة لأول مرة بالبث الأرضي وأخذت مكان Canal Algérie التي أصبحت من يومها تبث فضائيا فقط. ليصبح البث الأرضي مقتصرا فقط على قناتي التلفزيون الجزائري وقناة الأمازيغية.

### قناة القرآن الكريم
قناة مخصصة للقرآن الكريم وعلومه. أنشأت سنة 2009 وهي تهدف التعريف الصحيح للدين الإسلامي.
تقوم القناة ببث عدة برامج دينية، هادفة إلى حل مشاكل المجتمع، على رأسها برنامج فرسان القرآن الذي انفرد ببثه سابقا التلفزيون الجزائري والذي لقي نجاحا باهرا على الصعيدين الجزائري والعربي.
في سنة 2012 جددت القناة شبكتها البرامجية، لتقوم بعرض عدة برامج تهتم بإثارة المسائل الفكرية والدينية، إضافة إلى الخوض في نقاشات ومواضيع متنوعة. أهمها: لقاء القناة، البيان، الماهر بالقرآن، والصلح خير، فاستبقوا الخيرات وغيرها من البرامج، مع الاحتفاظ بالبرامج السابقة مثل: مفاتيح، هلا سألوا، حديث الأشجان وغيرها.

### الجزائرية السادسة
سادس قناة عمومية انبثقت عن المؤسسة الوطنية للتلفزيون، انطلق بثها في 19 ماي 2020.
مخصصة للعائلات الجزائرية ببرامج متنوعة منها للأطفال وكذلك المسلسلات والأفلام وبث مباريات منتخب الجزائر لكرة القدم.
انطلاق القناة السادسة تبعه سلسلة من التغيرات في برامج قنوات المؤسسة، جيث أصبحت الجزائرية الثالثة خاصة بالبرامج الإخبارية

### قناة المعرفة

شعار قناة المعرفة

سابع قناة عمومية تابعة للمؤسسة الوطنية للتلفزيون، يتوجه محتوى هذه القناة إلى التلاميذ من جميع المستويات التعليمية.
انطلق بثها في 10 ماي 2020، وذلك تزامنا مع الذكرى 64 ليوم الطالب.
تعد القناة الأولى من نوعها في الجزائر، وقد جاءت فكرة اطلاقها بعد جائحة فيروس كورونا وانقطاع التلاميذ والطلبة عن مزاولة الدراسة مما أدى إلى تغيير منهجية التعليم إلى التعليم عن بعد أو الدراسة الإلكترونية تزامنا مع الحجر الصحي في البلاد.
تهتم القناة بتقديم دروس متنوعة في كل التخصصات لصالح تلاميذ كل الأطوار التعليمية خاصة أقسام الامتحانات النهائية
انطلاق القناة كان من خلال قمر ألكوم سات-1 الجزائري، ليتم بعدها توسيع البث إلى قمر نايل سات لتمكين أكبر عدد ممكن من الطلبة من مشاهدة القناة والاستفادة من البرامج التي تقدمها.

## مديريات المؤسسة العمومية للتلفزيون

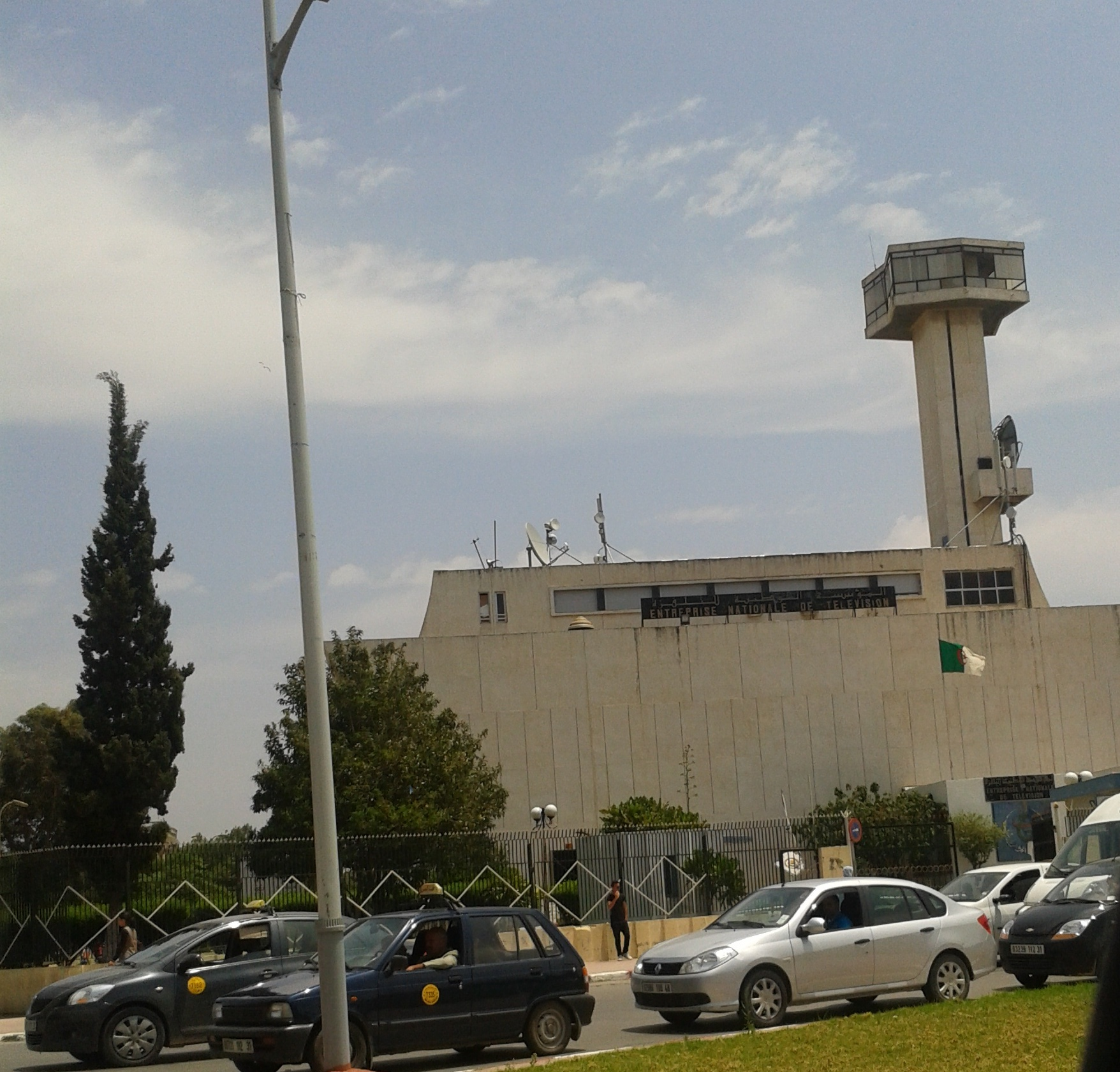
المحطة الجهوية للمؤسسة العمومية للتلفزيون بوهران سنة 2013

المحطة الجهوية للمؤسسة العمومية للتلفزيون بمدينة بشار

تسير المؤسسة العمومية للتلفزيون من طرف المدير العام بمساعدة المدير العام المساعد ويتكون الهيكل التنظيمي لمؤسة من المديريات التالية:

- 1. مـديرية الأخبار.
- 2. مـديرية البرمجة.
- 3. مـديرية إنتاج البرامج.
- 4. مـديرية المصالح التـقنية.
- 5. مديرية الدراسات والتجهيز.
- 6. مـديرية الموارد البشرية.
- 7. مـديرية الإدارة والمالية.
- 8. مديرية العلاقات الخارجية.
- 9. المـديرية التجارية.
- 10. مديرية الأرشيف والتـوثيق.
- 11. مـديرية الأمـن والوقاية.
- 12. مـديرية قناة كنال ألجيري الناطقة بالفرنسية.[36]
- 13. مديرية قناة الجزائرية الثالثة.
- 14. مديرية قناة الأمازيغية.
- 15. مديرية قناة القرآن الكريم.
- 16. مديرية المحطة الجهوية لمدينة بشار.
- 17. مديرية المحطة الجهوية لمدينة وهران.
- 18. مديرية المحطة الجهوية لمدينة قسنطينة.
- 19. مديرية المحطة الجهوية لمدينة ورقلة.

## التنظيم
| |  |  |
| من اليمين إلى اليسار، عبد الرحمن لغواطي وبدر الدين ميلي، المسؤولين التنفيذيين السابقين للإذاعة والتلفزيون الجزائري. |  |  |

### الإدارات
المؤسسة العمومية للتلفزيون مقسمة إلى عدة إدارات، بما في ذلك:
- الإدارة العامة.
- المعلومات.
- الإنتاج.
- البرمجة.
- الخدمات الفنية.
- العلاقات الخارجية.
- مركز الأرشيف.

### الوضع القانوني
المؤسسة العمومية للتلفزيون هي مؤسسة عمومية ذات طابع تجاري، موضوعة تحت إشراف وزارة الاتصالات مع الشخصية القانونية والاستقلال المالي،  وهي المشغل الوحيد لخدمة التلفزيون في الجزائر حتى سنة 2014 أين تم إعطاء الإذن من الدولة بفتح قنوات خاصة بموجب القانون.
وباعتبارها عضوا نشطا في اتحاد إذاعات الدول العربية، واتحاد البث الأوروبي منذ عام 1970 فإنها أيضا مساهمة بنسبة 0.15% في يورونيوز أن بي سي.

### المقر الرئيسي
يقع المقر الرئيسي للمؤسسة في بلدية المرادية الواقعة بولاية الجزائر العاصمة والذي يضم مقرها الرئيسي ومقر الإذاعة الجزائرية.
بالإضافة إلى أربع محطات جهوية أخرى في كل من:
- وهران (شارع العقيد أحمد بن عبد الرزاق)
- قسنطينة (شارع قدور بومدوز)
- ورقلة
- بشار

## جوائز
حصدت المؤسسة العمومية للتلفزيون منذ إطلاقها على مجموعة من الجوائز، منها 3 جوائز في المهرجان العربي للإذاعة والتلفزيون. حيث تحصلت على الجائزة الذهبية عن فئة البرامج الفنية والحوارية من خلال برنامج «وردة». وذهبت الجائزة الأولى لمسابقة ومضات التوعية والتنويه إلى ومضة الإفراط في السرعة. هذا وقد حصد برنامج «كوني» جائزة أفضل برنامج موجه للأطفال.
كما حصلت المؤسسة على جائزة رئيس الجمهورية للصحفي المحترف لسنة 2017 في صنف الأعمال السمعية البصرية، حيث أسندت الجائزة الأولى والثانية لصحفيتي التلفزيون الجزائري، سلمى جلادي ونادية سلطاني على الترتيب.

## وصلات خارجية
- الموقع الرسمي للمؤسسة العمومية للتلفزيون (بالعربية)
- الموقع الرسمي للمؤسسة العمومية للتلفزيون (بالفرنسية)